# 桑格莱地区莱穆捷
桑格莱地区莱穆捷（法語：Les Moutiers-en-Cinglais，法語發音：[le mutje ɑ̃ sɛ̃ɡlɛ] ⓘ）是法国卡尔瓦多斯省的一个市镇，属于卡昂区。

## 地理
桑格莱地区莱穆捷（49°1'52"N, 0°25'22"W）面积6.75 平方千米，位于法国诺曼底大区卡爾瓦多斯省，该省份为法国西北部沿海省份，北濒大西洋英吉利海峡，东北与滨海塞纳省以海上边界相接，东临厄尔省，南至奧恩省，西与芒什省接壤。
与桑格莱地区莱穆捷接壤的市镇（或旧市镇、城区）包括：克鲁瓦西耶、埃潘、格兰博、乌菲耶尔、圣洛朗德孔代勒、奥恩河畔蒙蒂耶尔。

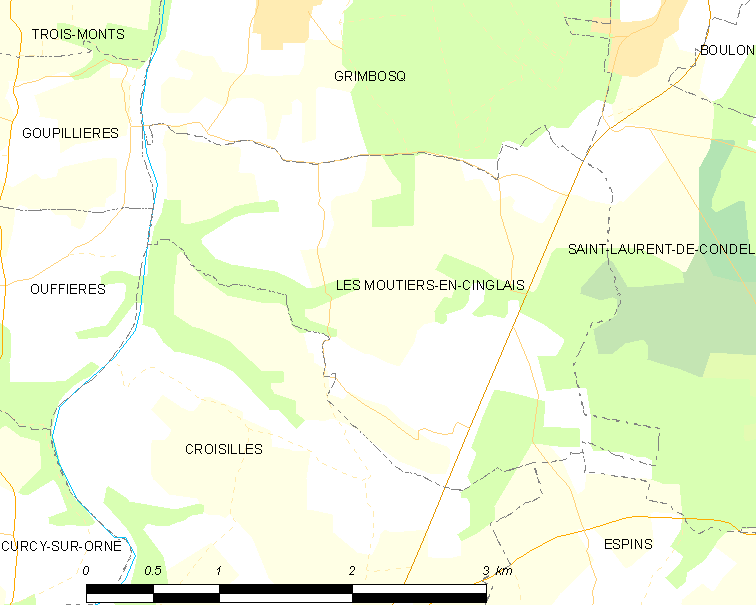
桑格莱地区莱穆捷的OSM定位图

桑格莱地区莱穆捷的时区为UTC+01:00、UTC+02:00（夏令时）。

## 行政
桑格莱地区莱穆捷的邮政编码为14220，INSEE市镇编码为14458。

## 政治
桑格莱地区莱穆捷所属的省级选区为勒奥姆县。

## 人口

1962-2008年间桑格莱地区莱穆捷人口变化图示

桑格莱地区莱穆捷于2022年1月1日时的人口数量为528人。